# Couperin
Couperin é nome (apelido) de uma família francesa de compositores profissionais e intérpretes. Foram a família francesa mais prolífica da história da música e foram bastante ativos durante o período barroco. A família Couperin veio de Chaumes-en-Brie, uma pequena cidade a cerca de 48 km (30 milhas) a leste de Paris, no departamento de Seine-et-Marne. 
Vários membros da família foram organistas na Igreja de Saint-Gervais, próximo do Hôtel de Ville, Paris, um posto ocupado pela família por 173 anos. Esta igreja possuía um importante instrumento.
Os mais bem dotados intelectualmente e os mais ilustres membros da família foram Louis Couperin e François Couperin, o Grande, seu sobrinho.

## Árvore genealógica simplificada da família
Os organistas da Igreja de Saint-Gervais aparecem em negrito com a ordem com que exerceram a função, entre parêntesis:
- Mathurin Couperin, morto em 1640; fazendeiro, instrumentista
  - Denis, morto em 1656; tabelião, instrumentista
  - Charles, O Velho, morreu em  1654;instrumentista
    - Louis (1) (1626-1661) cravista, organista e gambista
    - François (1631-1701) músico
      - Marguerite-Louise (1676-1728) cantora
      - Nicolas (4) (1680-1748), organista
        - Armand-Louis (5) (1727-1789), organista
          - Pierre-Louis (6) (1755-1789), organista
          - Gervais-François (7) (1759-1826), organista
            - Céleste-Thérèse (8) (1795-1860), organista

          - Nicolas-Louis (1760-after 1817)

    - Charles (2) (1639-1679)
      - François o Grande (3) (1668-1733)
        - Marie-Madeleine (1690-1742) freira, organista
        - François-Laurent (falecido após 1740)
        - Marguerite-Antoinette (1705-1778) cravista da câmara do Rei

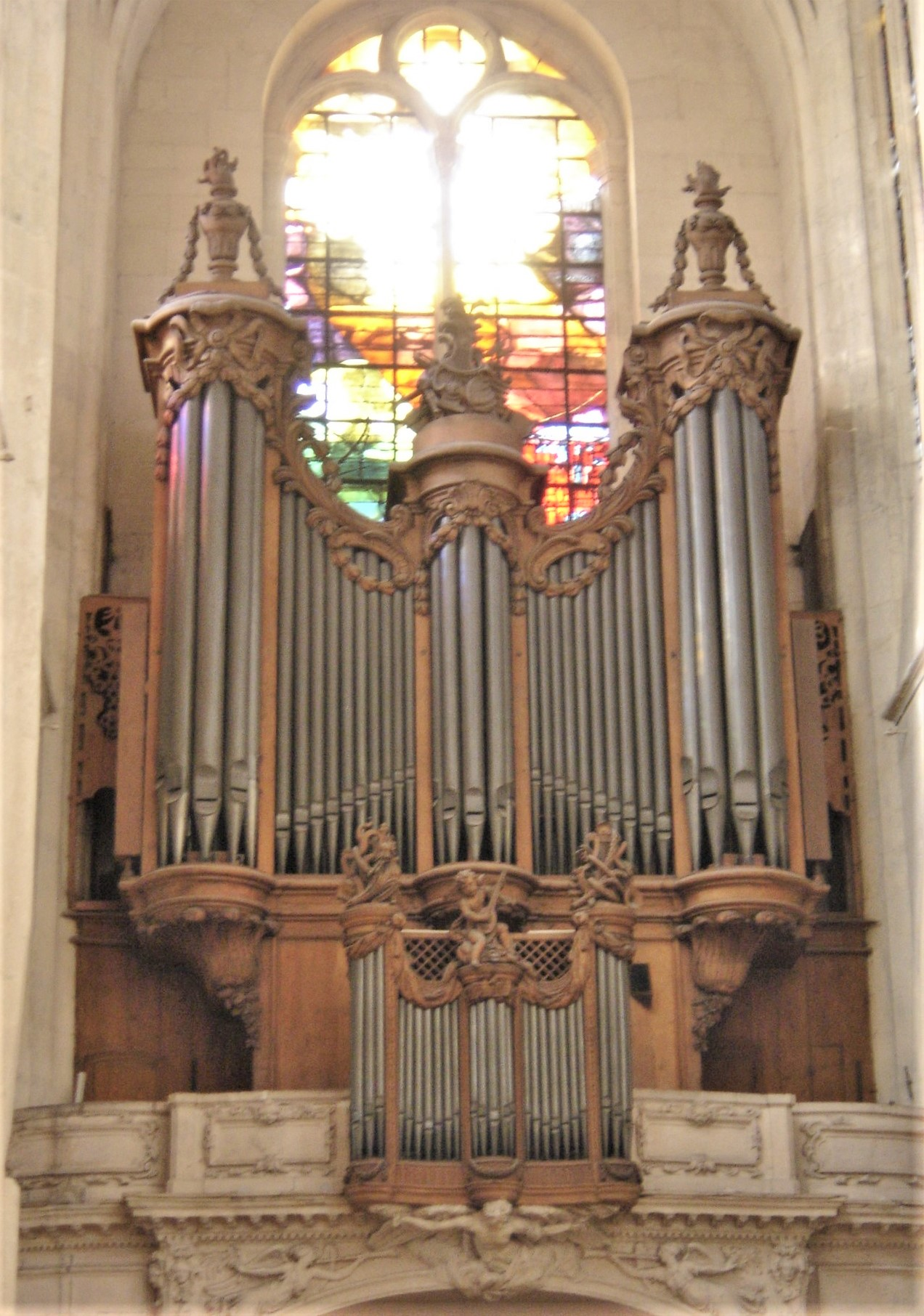
Órgão da Igreja de Saint-Gervais